# 福州市交通

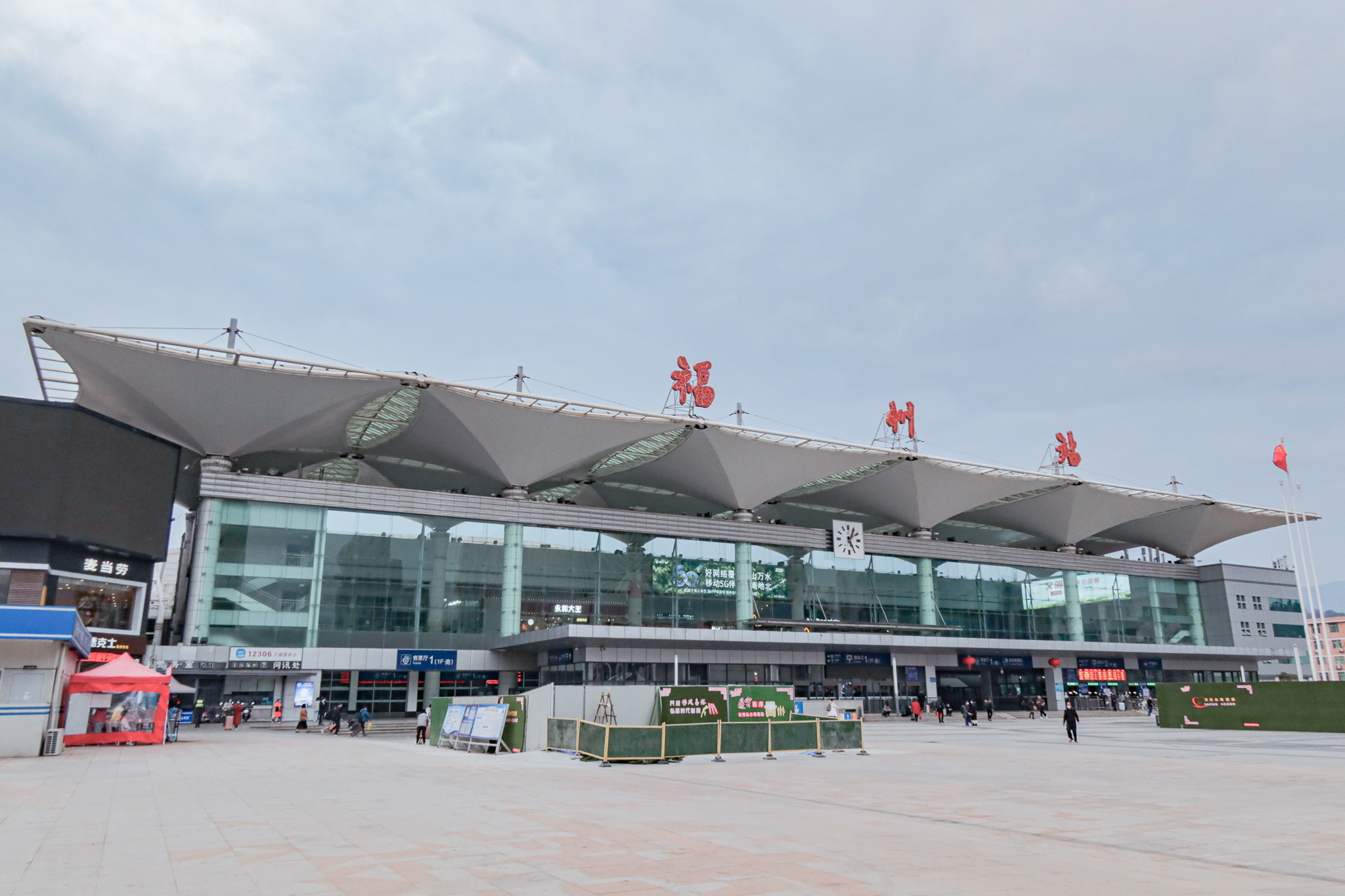
福州火車站廣場

福州，乃福建省省會及交通中心、中國東南沿海重要樞紐，擁有較完整的鐵路體系、公路體系、機場、航運系統和大眾運輸系統，交通发达，但由於私家车太多、道路通行能力低、路面经常施工等原因，交通挤塞亦成为福州最常见的问题之一。
近年来政府大力发展立体公共交通，推出智能交通系统、公交专用道等措施，希望借此缓解交通压力。

## 市外交通

### 鐵路
福州是中国大陆铁路枢纽之一、中國東南沿海重要樞紐，擁有數個火車站。福廈鐵路、峰福鐵路、溫福鐵路等多条铁路干線交汇于此；而福廈高鐵、合福高鐵等高鐵幹線亦以此站為樞紐。
目前福州主要的枢纽火车站分别为福州站和福州南站，支线火车站分别为長樂站、長樂東站、平潭站等，并且正在新建更多的火车站，乘坐由福州始發的旅客列車能到達中國各大主要城市。

### 航空

#### 航司

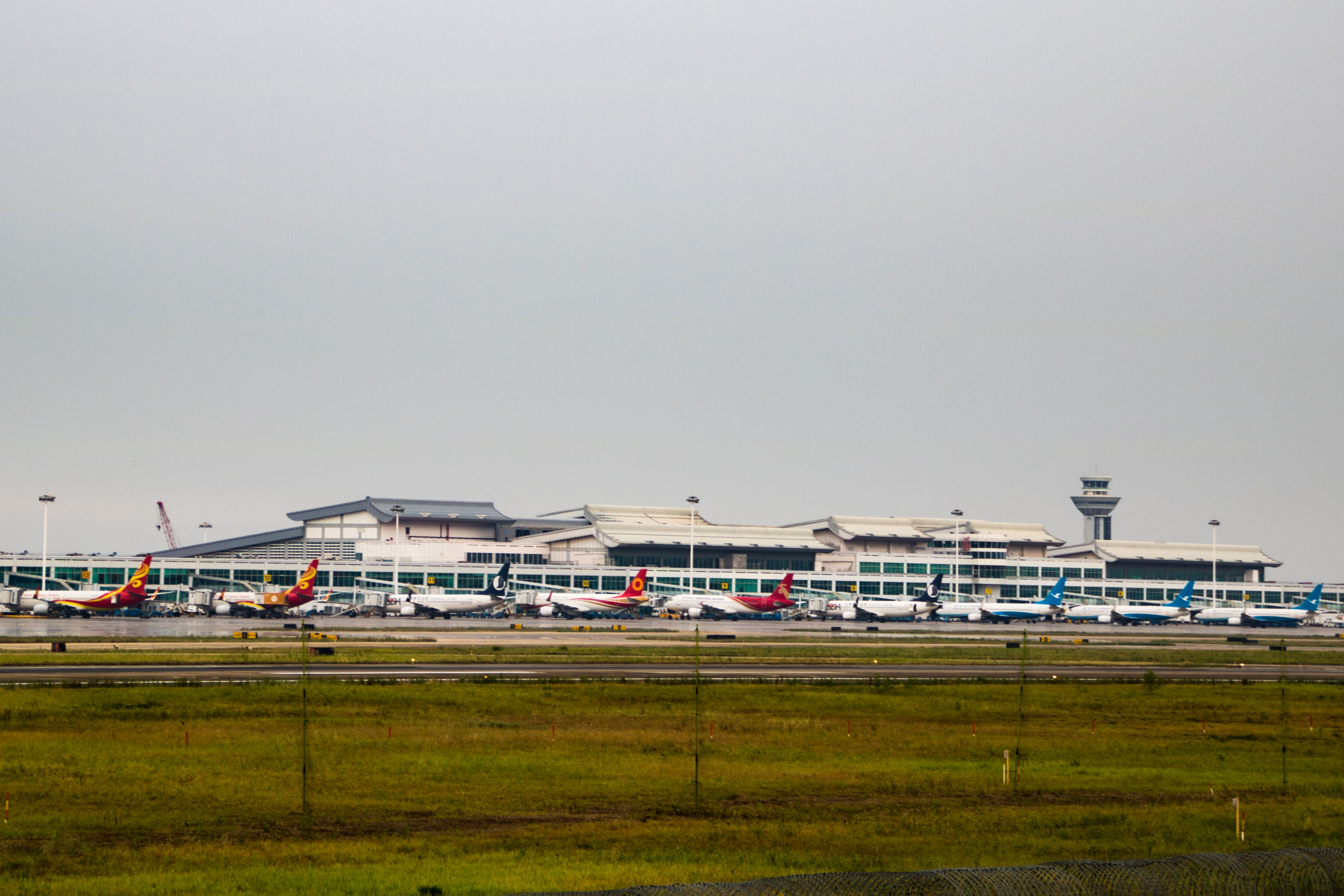
福州長樂國際機場航站樓

福州市航空業發達，航空歷史始於民國二十二年（1933年）。
該年，王莊機場落成使用；魁岐水上機場由中國航空公司在福州落成，為福州第二座機場、中國為數不多的早期水上機場。
後王莊機場於民國二十三年（1934年）擴建後試飛失敗而停用，魁岐水上機場亦隨中國航空公司的消失而漸漸退出歷史舞台。
福州曾有中華民國兩大航企中國航空公司、中央航空公司進駐，現亦是福州航空公司的總部所在地、廈門航空及商舟航空物流基地機場、成都航空基地機場，另有多加航司進駐。

#### 机场
1941年，日軍第一次佔領福州，於福州義序強徵民力建成福州義序機場，為軍用，後日軍撤出福州，福建省政府加以修繕，仍為軍用。
1944年，福州再次被日軍佔領，機場再度由日本空軍使用，後1945年撤出時曾炸毀機場。
1946年，福建省政府再度搶修，機場恢復使用，後盟國飛機曾停於機場，但由于機場抗力低出現螺旋槳折斷的情況，出於安全考慮，戰鬥機不再停泊於該機場。
後幾經改易，由廈門航空站福州分站這一軍民兩用的國際機場，改為由中國人民解放軍空軍航空兵部隊接管的軍用機場，又於1974年再度啟用民用部分、後又一度停用軍用部分，經擴建成為4D級民用機場。
1994年，福州長樂國際機場在福州市民捐款下由福州市政府主持建設，為中國第一所完全由地方政府自建的機場。
1997年6月23日，福州長樂國際機場正式启用，而建成已达28年的義序机场亦轉為純軍用機場。其座落福州市長樂區漳港街道，和市中心相距约50公里，現有福州地鐵濱海快線、福州機場高速公路將其與市區相連。

### 公路

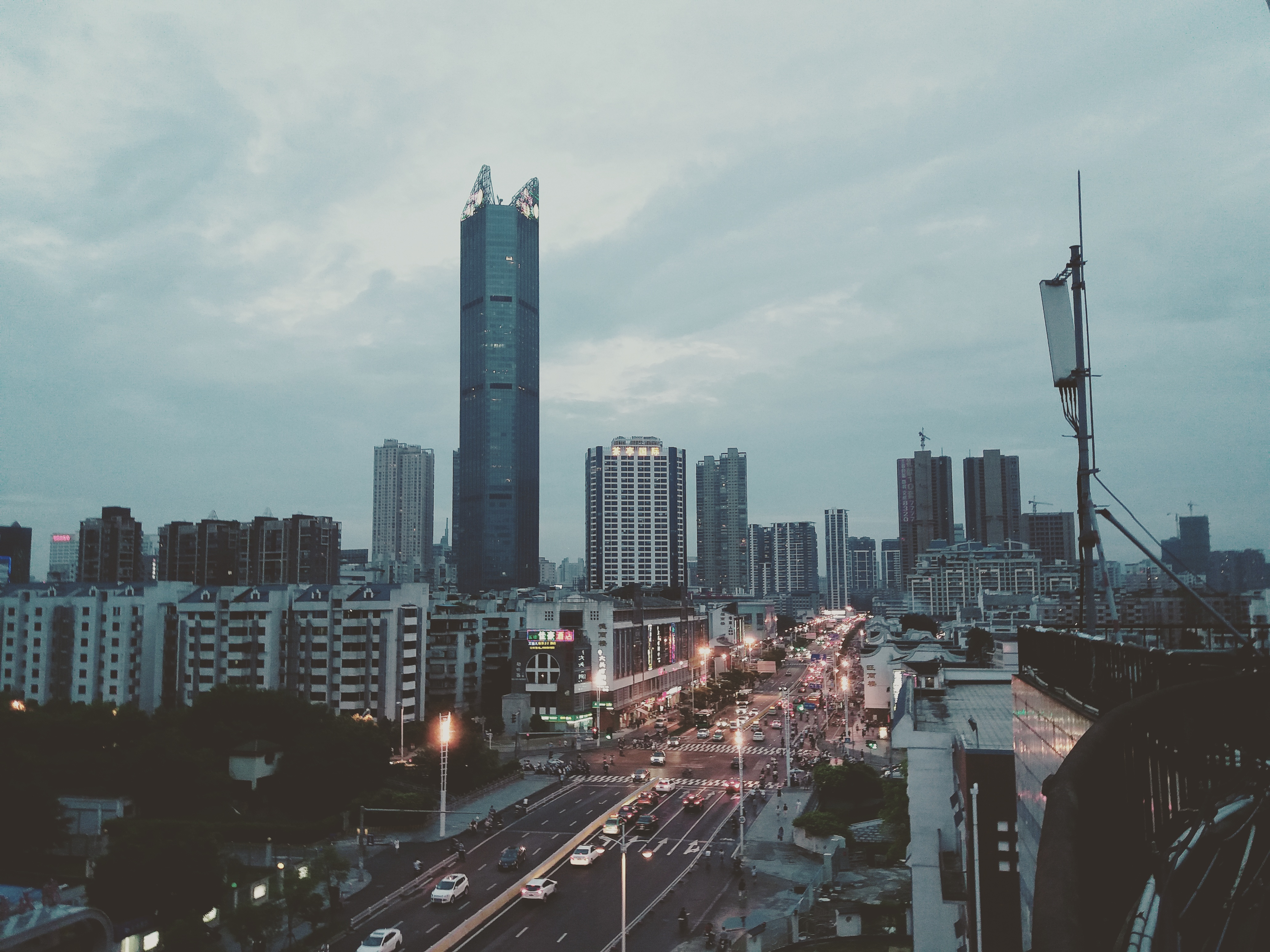
八一七路

福州是福建地区公路网的枢纽，与除台灣外的所有邻省及福建省内所有地级市均有高速公路连通，已建成通车的高等級公路及国道分別有：

#### 国家高速公路
- 京台高速公路
- 沈海高速公路
- 福州绕城高速公路（西北段、东南段）
- 莆炎高速公路
- 甬莞高速公路
- 福银高速公路

#### 省级高速公路
- 宁漳高速
- 福州联络线
- 福州南接线
- 连江支线
- 福州机场高速

#### 城市快速道路
- 福州二環路
- 福州三環路

#### 国道
- 104国道、 228国道、 316国道、 324国道、 355国道、 534国道、 639国道

### 公路客運
福州目前有3座公路客運站，分布市区各处，其目的地和路线非常广泛，包擴閩江口金三角、福建省各地市，以及周边其他省份。現各主要站点如下：
- 福州汽車北站
- 福州汽車客運西站
- 福州新汽車南站（又稱福州龍運汽車站，取代停用的福州汽車南站）

## 市内交通

### 大眾運輸

#### 捷運系統
目前已有5条线路投入营运、1條線路空載試運行，共78个车站，有1个是高架车站，為六号线營前；其他均為地下車站。票价由2元至8元；另有多条线路正在施工，通车里程超过100公里。
- 1号线：由福州火車站至三江口站
- 2号线：由蘇洋站至洋裡站
- 4号线：由半洲站至帝封江站
- 5号线：由荊溪厚嶼站至福州火車南站
- 6号线：由潘墩站至萬壽站
- 滨海快线：由福州火車站至文嶺站

#### 公交系統

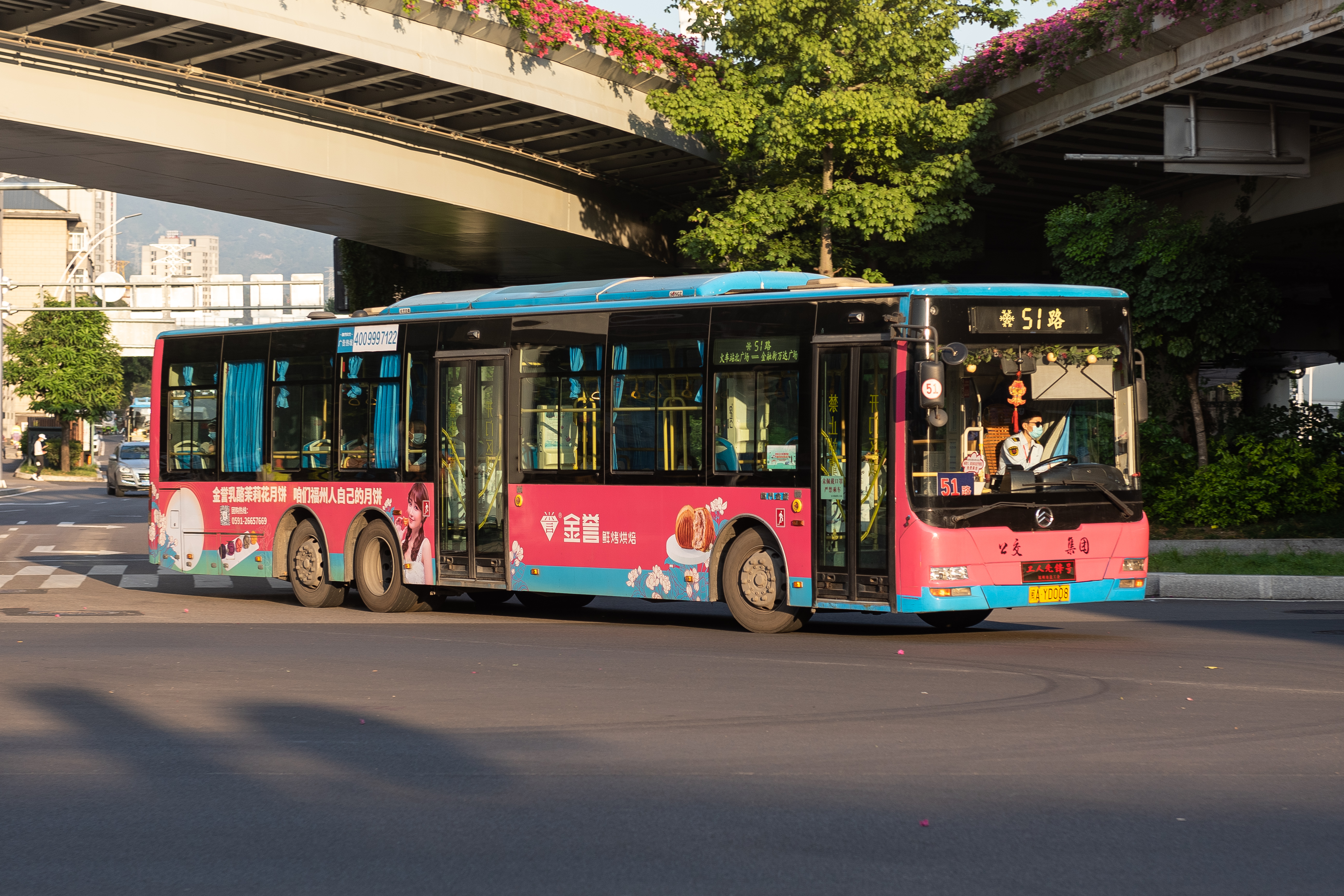
一輛營運中的巴士

公交車，乃大眾運輸工具之一，福州主要的公共交通營運公司有福州公交集團、閩運集團、福州康馳新巴士有限公司等。截至2018年，福州市区的营运路线已有277条。
福州公交所有线路车辆都装有冷气设备，票价则无统一规定，视线路、车型和营运公司而定，市区线多为1元，部分线路为分段计价最高12元。服務时间多为早上6时至晚上10时。福州曾设有夜班公共汽車线路，但2023年后已不再运营。

#### 无轨电车
福州無軌電車於1983年通车，由福州公交集團营运。第一条无轨电车路线由福州火車站至台江影院。直至2001年，福州無軌電車全線電改汽，至此已停運。

### 榕城通
榕城通（英語：Rongcheng Universal Card），原稱榕城一卡通，是在福州所发行的一种非接触式储值IC卡，由福州市民卡有限公司（原福州榕城一卡通有限责任公司）运营维护，主要用于乘坐福州市内的公共交通工具。

### 摩托車禁令
從1992年開始，福州市分七階段禁止摩托車在市區行駛。
2022年起福州市的交通部门允许外卖寄递行业的从业者在市内以行业工作为目的在目前限制路段内驾驶摩托车，非从业人员驾驶和非以外卖寄递为目的的驾驶依然不被允许，且车牌的申请也只限于行业公司（不允许非福州闽A车牌车辆上路）。
- 第一阶段，1992年开始，在总量控制的前提下，对市区摩托车牌照实行有偿使用制度；
- 第二阶段，2001年开始，市区摩托车停止新车上牌，只允许旧车更新；
- 第三阶段，2007年5月起，在五一路、五四路部分路段对摩托车和电动自行车实行限时通行；
- 第四阶段，2009年11月26日，市区停止摩托车更新，摩托车逐年减少，同时逐步扩大摩托车和未注册登记电动车限制通行的路段和区域；
- 第五阶段，2010年8月15日起，福州市实行“禁摩限电”措施，禁止摩托车在市区“四纵四横”14条道路通行；
- 第六阶段，2011年1月，又延伸了16条路段和7座跨江大桥；
- 第七阶段，2013年3月19日起，在二环路（含主辅路）以内所有道路和二环路以外已实施限行的5条道路和2座过江桥梁实施限摩规定。

## 公共交通优惠

### 換乘优惠
持用同一张榕城通卡在第一次刷卡后3分钟（含）至90分钟（含）内再次刷卡为一个优惠周期，第二次刷卡时可享受换乘优惠并结束本次优惠周期，待下一次刷卡后重新开始计算新的优惠周期。
优惠方案如下：
- 公交换乘地铁：优惠周期内在原地铁刷卡票价上享受1元优惠。

- 地铁换乘公交：优惠周期内在原公交刷卡票价上享受0.5元优惠。

- 公交换乘公交：优惠周期内第二次刷卡在原票价上享受0.5元优惠。

其中，公交换地铁以公交车刷卡为一个优惠周期的开始，地铁刷卡入闸为一个优惠周期的结束；地铁换乘公交以地铁刷卡入闸为一个优惠周期的开始，公交刷卡为一个优惠周期的结束。
需要注意的是，成人月票卡若当月未充值月票或月票使用完，视同普通卡参与换乘优惠。若使用月票乘坐符合换乘优惠公交车中的1元一票制线路，则该次刷卡只可作为一个优惠周期的开始，即使前一次刷卡与该次刷卡符合换乘规则，也不可作为一个优惠周期的结束来享受换乘优惠。

### 活動優惠

#### 2020年：節假雙休日优惠
在2020年8月1日起至10月31日共計一個月的時間裡，在法定節假日和雙休日，地鐵公交免費乘車。（僅限鼓樓、台江、倉山、晉安、馬尾，且三元以上公交線路不參與此次優惠）。

#### 2021年：節假日优惠
在2021年2月11日至17日的共計七天的新年假期期間，地鐵公交免費乘車。（不含長樂區公交，且三元以上公交線路不參與此次優惠）。

#### 2022年：節假雙休日优惠
2022年12月10日至2023年2月28日共計二十八天的法定節假日和雙休日時間裡，地鐵公交免費乘車。（三元以上的公交線路不參與此次優惠）。

#### 2023年：數字中國建設峰會优惠
2023年4月26日至5月3日共計八天的峰會活動時間裡，地鐵公交免費乘車。（三元以上的公交線路不參與此次優惠）。

#### 2023年：綠色出行优惠
2023年8月28日至12月31日共計一百二十六天的綠色活動時間裡，工作日每天下午5時後，週末以及法定節假日全天，地鐵免費乘車。

#### 2023年：世界航海裝備大會优惠
2023年10月11日至10月15日共計五天，公車、地鐵免費乘車，在此期間可無需刷卡、掃碼、購票、投幣支付。（票價三元以上的公交線路不參與優惠活動）

#### 2024年：綠色出行优惠
2024年2月6日至5月6日共計九十天的綠色活動時間裡，工作日每天下午5時後，週末以及法定節假日全天，地鐵公交免費乘車。

#### 2025年：數字中國建設峰會优惠
2025年4月28日—5月5日共計八天，福州地铁、公交免费。